# Olijfgroene vliegenvanger
De olijfgroene vliegenvanger (Fraseria olivascens synoniem: Muscicapa olivascens) is een vogelsoort uit de familie van de Muscicapidae (vliegenvangers).

## Verspreiding en leefgebied
Deze soort komt voor in westelijk en centraal Afrika en telt 2 ondersoorten:
- Fraseria olivascens olivascens: van Sierra Leone en Guinee tot de Centraal-Afrikaanse Republiek, Congo en oostelijk Congo-Kinshasa.
- Fraseria olivascens nimbae: Mont Nimba (noordelijk Liberia en westelijk Ivoorkust).